# Zygmunt Kukla
Pour les articles homonymes, voir Kukla.
Zygmunt Kukla  est un footballeur polonais né le 21 janvier 1948 à Nysa et mort le 18 mai 2016 à Mielec. Il évoluait au poste de gardien de but, au Stal Mielec, à l'Apollon Athènes, et en équipe de Pologne.

## Biographie

### En club
Zygmunt Kukla remporte deux titres de champion de Pologne en 1973 et 1976 avec le Stal Mielec.
Avec cette même équipe, il joue 4 matchs en Coupe d'Europe des clubs champions, et 10 matchs en Coupe de l'UEFA. Il est quart de finaliste de la Coupe de l'UEFA en 1976, en étant battu par le club allemand du Hambourg SV. 
Avec le club de l'Apollon Athènes , il dispute 65 matchs en première division grecque.

### En équipe nationale
International polonais, il reçoit 20 sélections en équipe de Pologne de 1976 à 1978.
Il joue son premier match en équipe nationale le 16 octobre 1976 contre le Portugal, dans le cadres des éliminatoires du mondial 1978 (victoire 0-2 à Porto).
Il fait partie du groupe polonais qui atteint le second tour de la Coupe du monde 1978. Lors du mondial organisé en Argentine, il joue deux matchs : contre le Pérou, et le Brésil.
Son dernier match en équipe nationale a lieu le 17 octobre 1979 contre les Pays-Bas, dans le cadre des éliminatoires de l'Euro 1980 (match nul 1-1 à Amsterdam).

## Carrière
- 1968-1980 :  Stal Mielec
- 1981-1983 :  Apollon Athènes

## Palmarès
Avec le Stal Meliec :
- Champion de Pologne en 1973 et 1976